# Таркхой
Таркхой (чечен. Таркхой) — чеченский тайп. Проживают в равнинных сёлах Чеченской Республики.

## История
Их приглашали в качестве судей в чеченские сёла, так как в суде между чеченцами судья должен был быть нейтральним.

## Компактное проживание
Таркхой проживают в населённых пунктах: Братское, Балансу, Галайты, Гудермесе, Зебир-Юрт, Знаменское, Кошкельды, Майртуп, Мекен-Юрт, Ники-Хита, Шали, Шовхал-Берды, Эникали.

## Топонимы
- На востоке Шали находится кладбище «Таркхойн кешнаш»[13] (Кладбище таркинцев).